# Championnat de Finlande de football 1965
Navigation
Saison précédente Saison suivante
La saison 1965 du Championnat de Finlande de football était la 36e édition de la première division finlandaise à poule unique, la Mestaruussarja. Les douze meilleurs clubs du pays jouent les uns contre les autres à deux reprises durant la saison, à domicile et à l'extérieur. À la fin de la compétition, les 3 derniers du classement sont relégués et remplacés par les 3 meilleurs clubs d'Ykkonen, la deuxième division finlandaise.
Le Haka Valkeakoski remporte le titre cette saison en terminant en tête du classement final du championnat, avec 2 points d'avance sur le tenant du titre, le HJK Helsinki et 6 sur le Reipas Lahti. C'est le 3e titre de champion de Finlande de l'histoire du club.

## Les 12 clubs participants
| - VPS Vaasa - Promu de Ykkonen - TaPa Tampere - Promu de Ykkonen - GBK Kokkola - HIFK - Åbo IFK - KTP Kotka | - HJK Helsinki - IKissat Tampere - Haka Valkeakoski - UponP Lahti - Promu de Ykkonen - KuPS Kuopio - Reipas Lahti |

## Compétition

### Classement
Le barème de points servant à établir le classement se décompose ainsi :
- Victoire : 2 points
- Match nul : 1 point
- Défaite : 0 point

| Rang | Équipe           | Pts | J  | G  | N | P  | Bp | Bc | Diff |
| ---- | ---------------- | --- | -- | -- | - | -- | -- | -- | ---- |
| 1    | Haka Valkeakoski | 31  | 22 | 14 | 3 | 5  | 56 | 28 | +28  |
| 2    | HJK Helsinki T   | 29  | 22 | 12 | 5 | 5  | 50 | 30 | +20  |
| 3    | Reipas Lahti     | 25  | 22 | 9  | 7 | 6  | 44 | 24 | +20  |
| 4    | GBK Kokkola      | 25  | 22 | 9  | 7 | 6  | 32 | 32 | 0    |
| 5    | HIFK             | 22  | 22 | 9  | 4 | 9  | 25 | 27 | -2   |
| 6    | KuPS Kuopio      | 22  | 22 | 8  | 6 | 8  | 25 | 28 | -3   |
| 7    | IKissat Tampere  | 22  | 22 | 7  | 8 | 7  | 25 | 29 | -4   |
| 8    | KTP Kotka        | 21  | 22 | 8  | 5 | 9  | 41 | 43 | -2   |
| 9    | VPS Vaasa P      | 21  | 22 | 9  | 3 | 10 | 30 | 48 | -18  |
| 10   | UponP Lahti P    | 20  | 22 | 8  | 4 | 10 | 35 | 28 | +7   |
| 11   | Åbo IFK C        | 16  | 22 | 5  | 6 | 11 | 21 | 31 | -10  |
| 12   | TaPa Tampere P   | 10  | 22 | 2  | 6 | 14 | 14 | 50 | -36  |

|  | Qualification pour la Coupe d'Europe des clubs champions 1966-1967                      |
|  | Qualification pour la Coupe des Coupes 1966-1967                                        |
|  | Relégation en deuxième division                                                         |
|  | T Tenant du titre C Vainqueur de la Coupe de Finlande P Club promu de deuxième division |

## Bilan de la saison
| Championnat de Finlande de football 1965                  |                             |
| Champion                                                  | Haka Valkeakoski (3e titre) |
| Coupes et trophées                                        |                             |
| Vainqueur de la Coupe de Finlande 1965                    | Åbo IFK                     |
| Qualifications continentales                              |                             |
| Coupe d'Europe des clubs champions 1966-1967 Premier tour | Haka Valkeakoski            |
| Coupe des Coupes 1966-1967 Premier tour                   | Åbo IFK                     |
| Promotions et relégations                                 |                             |
| Promus en Mestaruussarja                                  | MP Mikkeli                  |
| Promus en Mestaruussarja                                  | OTP Oulu                    |
| Promus en Mestaruussarja                                  | TPS Turku                   |
| Relégués en Ykkonen                                       | UponP Lahti                 |
| Relégués en Ykkonen                                       | Åbo IFK                     |
| Relégués en Ykkonen                                       | TaPa Tampere                |